# What Dreams May Come
What Dreams May Come is een Amerikaanse film uit 1998 door Vincent Ward, gebaseerd op de gelijknamige roman van de Amerikaanse schrijver Richard Matheson uit 1978. Door middel van vooruitstrevende computergestuurde visuele effecten illustreert de film een beeld van het hiernamaals zoals beschreven in De goddelijke komedie en op schilderijen. Welke dromen kunnen komen is de kernvraag in de beroemde "To be or not to be"-monoloog van Hamlet wanneer hij de voordelen en bezwaren van zelfmoord overweegt, "for in that sleep of death what dreams may come, when we have shuffled off this mortal coil, must give us pause", want welke dromen kunnen komen in die slaap des doods, wanneer we onze sterfelijke kooi hebben afgeworpen, doet ons twijfelen.

## Verhaal
Door de dood van hun kinderen Marie en Ian bij een auto-ongeluk, krijgen Dr. Chris Nielsen (Robin Williams) en zijn vrouw Annie (Annabella Sciorra) een zware klap. Vooral Annie heeft het erg moeilijk met het verlies. Vier jaar later lijkt het echtpaar de draad weer redelijk opgepakt te hebben, maar dan komt Chris eveneens te overlijden bij een verkeersongeval waar hij de slachtoffers wilde komen helpen. Aangekomen in de hemel, ontmoet hij Albert (Cuba Gooding jr.), die daar een rol lijkt te hebben als begeleider van verloren zielen. Hij ontdekt dat de hemel nog opmerkelijker is dan hij ooit had kunnen denken. De dood van Chris is echter de druppel voor Annie, die zelfmoord pleegt. Hierdoor gaat zij na haar sterven alleen niet naar de hemel, maar naar de hel. Wanneer Chris hierachter komt, gaat hij met Albert een begeleider zoeken (Max von Sydow) om hem naar de hel te begeleiden, waar hij de ziel van zijn vrouw vandaan wil halen.

## Rolverdeling
| Acteur               | Personage             |
| -------------------- | --------------------- |
| Robin Williams       | Chris Nielsen         |
| Cuba Gooding jr.     | Albert Lewis          |
| Annabella Sciorra    | Annie Collins-Nielsen |
| Max von Sydow        | The Tracker           |
| Jessica Brooks Grant | Patrick Wisely        |
| Josh Paddock         | Ian Nielsen           |
| Rosalind Chao        | Leona                 |
| Lucinda Jenney       | Mrs. Jacobs           |
| Maggie McCarthy      | Stacey Jacobs         |
| Wilma Bonet          | Angie                 |
| Matt Salinger        | Reverend Hanley       |
| Carin Sprague        | Best Friend Cindy     |

## Achtergrond

### Soundtrack
1. I Once Met This Beautiful Girl By A Lake/That Was The Last Time We Saw The Children Alive (5:24)
2. Children's Melody/Tunnel Crash/Christy's Death/The Journey Begins/I Still Exist/Annie Loses Faith (5:24)
3. Summerland - The Painted World/The Painted Bird Flies/Christy Flies (5:38)
4. Marie's World (Leona is Marie) (2:06)
5. Longing (Lost Children) (3:49)
6. Annie's Suicide/Soul Mates (4:35)
7. In Hell/Stormy Seas/Recognition (Albert is Ian) (5:48)
8. Sea of Faces/Falling Through Hell/Annie's Room (6:08)
9. Beside You/Divorce (3:48)
10. Together in Hell/Death and Transfiguration/Together in Heaven (8:28)
11. Reunited/Reincarnation/When I Was Young (3:55)
12. Beside You, Mick Hucknell (4:42)

Totale duurtijd: 59 minuten

## Prijzen/nominaties
What Dreams May Come werd genomineerd voor twee Oscars, waarvan de film er één won.
Gewonnen:
- 1999 - Oscar Beste Effecten, Visuele Effecten: Joel Hynek, Nicholas Brooks, Stuart Robertson en Kevin Scott Mack van Digital Domain
- 1999 - Blockbuster Entertainment Award Favorite Supporting Actor - Drama/Romance voor Cuba Gooding jr.
- 1999 - Excellence in Production Design Award Feature Film voor Eugenio Zanetti (productieontwerper), Jim Dultz (supervising artdirector), Tomas Voth (supervising artdirector) en Christian Wintter (artdirector)
- 1999 - Monitor Theatrical Releases - Electronic Visual Effects voor Deak Ferrand, Jacques Levesque, Yannick 'Botex' Dusseault, Kenneth Littleton en Lawrence Littleton
- 1999 - Golden Satellite Award Best Visual Effects in a Motion Picture voor Ellen Somers

Enkel genomineerd:
- 1999 - Oscar voor Best Art Direction-Set Decoration Eugenio Zanetti en Cindy Carr
- 1999 - Image Award Outstanding Supporting Actor in a Motion Picture voor Cuba Gooding jr.

## Trivia
- Chris Nielsens fictieve graf ligt in Mount View Cemetery in Oakland, Californië. Dicht bij de filmlocatie is een echt graf te vinden voor een Anna Nielsen en haar echtgenoot.
- De moeder van de regisseur is een van de mensen die door de grote bibliotheek vliegen.
- De stad in de hemel waar mensen rondvliegen, roept herinneringen op aan eerdere vliegende filmpersonages. Oplettende kijkers kunnen daar Mary Poppins ontdekken, en Wendy, Michael en John uit de film over Peter Pan.
- De film vertoont sterke overeenkomsten met het verhaal van Orpheus en Eurydice uit de klassieke oudheid.